# Портопало-ді-Капо-Пассеро
Портопало-ді-Капо-Пассеро (італ. Portopalo di Capo Passero, сиц. Puortupalu) — муніципалітет в Італії, у регіоні Сицилія,  провінція Сиракуза.
Портопало-ді-Капо-Пассеро розташоване на відстані близько 630 км на південь від Рима, 230 км на південний схід від Палермо, 50 км на південь від Сиракузи.
Населення — 3873 особи (2014).

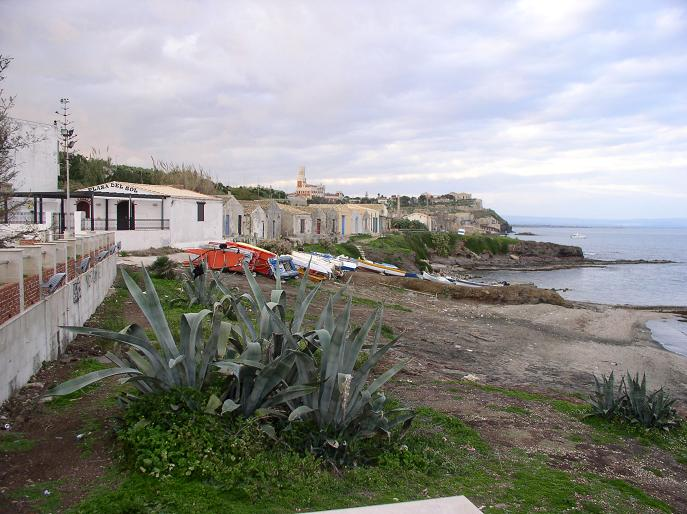

Щорічний фестиваль відбувається у серпні. Покровитель — San Gaetano di Thiene.

## Демографія
Населення за роками:

Станом на 1 січня 2023 року в муніципалітеті офіційно проживало 119 іноземців з 27 країн, серед них 38 громадян країн Євросоюзу та 3 громадяни України.

## Сусідні муніципалітети
- Пакіно
- Ното
- Іспіка
- Розоліні